# 楊洲周延

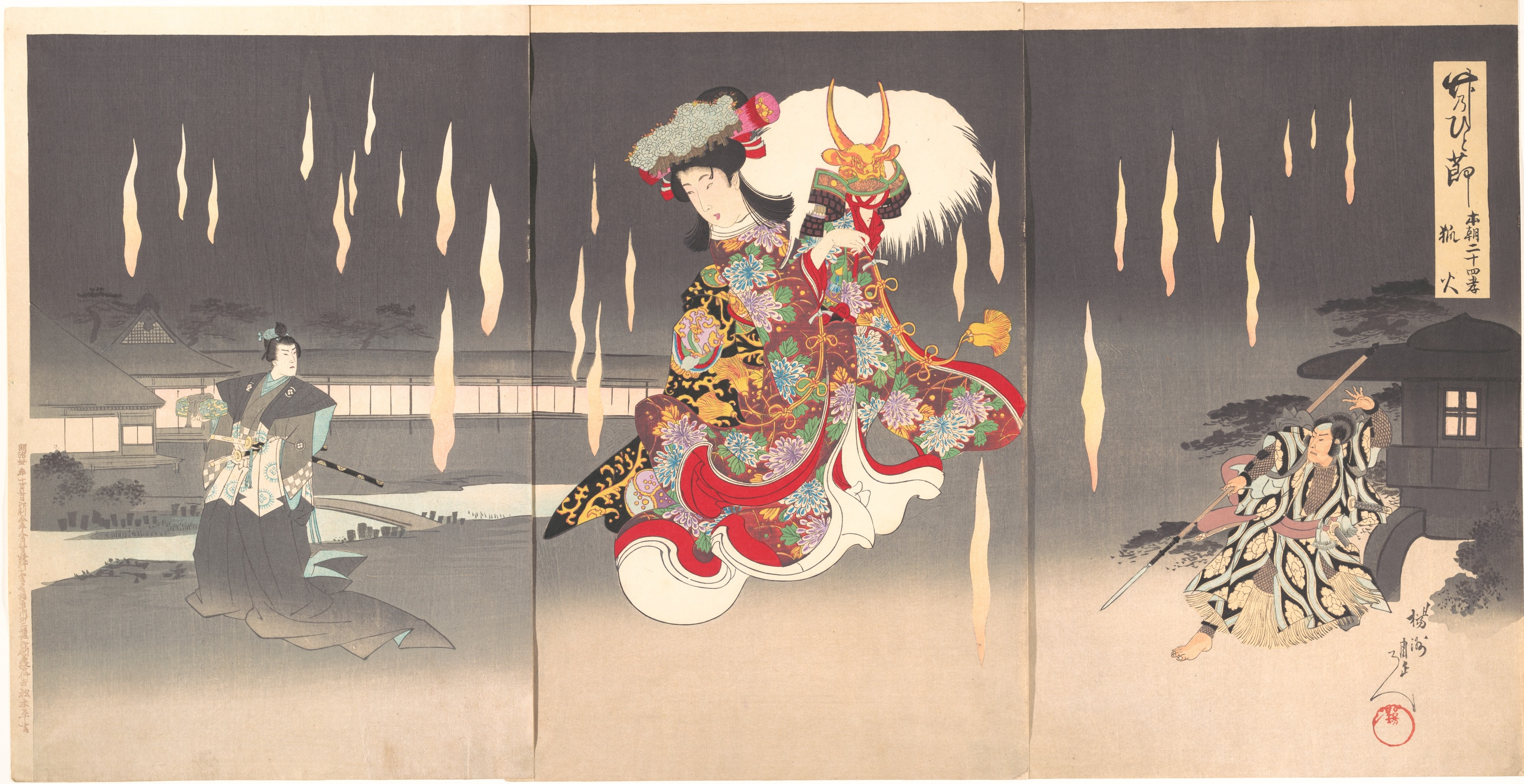
豊原周延筆「竹のひと節 本朝二十四孝 狐火」、3枚揃大判錦絵

楊洲 周延（ようしゅう ちかのぶ、旧字体：楊洲 周󠄀延󠄂、天保9年8月8日〈1838年9月26日〉 - 大正元年〈1912年〉9月29日）とは、江戸時代末期から明治時代にかけての浮世絵師。作画期は幕末動乱期の混乱を挟みつつも文久頃から明治40年（1907年）頃までの約45年に及び、美人画に優れ3枚続の風俗画を得意とした。

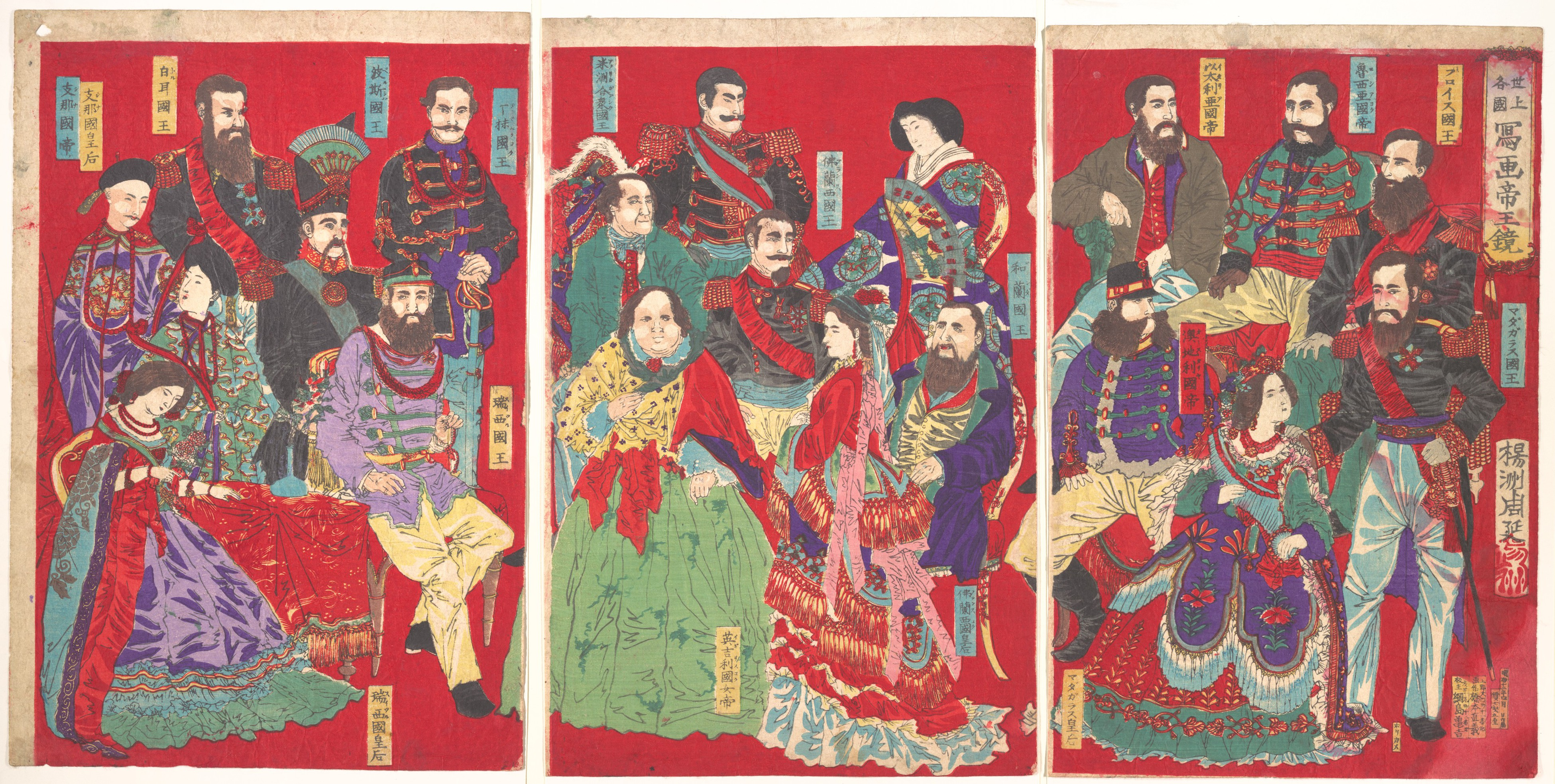
3枚続錦絵,世上各国写画帝王鏡,橋本周延 画,明治12年4月

## 来歴

### 生い立ち
歌川国芳、三代歌川豊国及び豊原国周の門人。姓は橋本、通称は作太郎、諱は直義。楊洲、楊洲斎、一鶴斎と号す。
越後国高田藩（現新潟県上越市）江戸詰の下級藩士である橋本弥八郎直恕（なおひろ、家禄5石6斗2人扶持）の長男として生まれる。ただし、出身地が高田と江戸のどちらかは不明。弥八郎は中間頭を務め、徒目付を兼任した。文久2年（1862年）の記録によれば、25歳の周延も「帳付」（家禄10石2人扶持高銀3枚）という役職についている。周延は、幼い頃に天然痘にかかりあばた顔だったため写真嫌いで、亡くなった際には写真は1枚もなかったという。
幼少時は狩野派を学んだようだが、その後浮世絵に転じて渓斎英泉の門人（誰かは不明）につき、嘉永5年（1852年）15歳で国芳に絵を学んで、芳鶴（2代目）を名乗る（有署名作品は未確認）。文久元年（1861年）国芳が没すると三代目豊国につき、二代目歌川芳鶴、一鶴斎芳鶴と称して浮世絵師となった。さらに豊国が元治元年（1864年）12月に亡くなると、豊国門下の豊原国周に転じて周延と号した。

### 神木隊士として
慶応元年（1865年）、幕府の第二次長州征討に従軍し、行軍する藩士らの様子を「長州征討行軍図」で色彩豊かに描いている。慶応3年（1867年）橋本家の家督を相続した。同年5月6日、国周が日本橋音羽町に建てた新宅開きの日に、酔った河鍋暁斎が国周の顔に墨を塗りたくって大騒ぎとなった。この時、怒った周延が刀を抜いて暁斎に切ってしまうぞと飛びかかり、暁斎は垣根を破って逃げ、中橋の紅葉川の跡に落ちてドブネズミのようになったという。錦絵では慶応3年正月刊の豊原国周の「肩入人気くらべ」（大判3枚続）中に人物を補筆したのが早いものであろう。
幕末の動乱期には高田藩江戸詰藩士が結成した神木隊に属し、慶応4年（1868年）5月上野彰義隊に加わる。8月朝日丸で品川沖を脱走、すぐに長鯨丸に乗り換え、11月北海道の福島に上陸、陸路で箱館を目指し、翌1月5日亀田村に到着。榎本武揚麾下の滝川具綏指揮第一大隊四番小隊のもとで官軍と戦ったが、3月の宮古湾海戦において回天丸に乗り込んで戦い重傷を負う。戊辰戦争終結後に降服、未だ傷が癒えていなかったため鳳凰丸で明治2年（1869年）8月に東京へ送られ、高田藩預かりとなった。故郷の高田で兵部省よりの禁錮50日、高田藩から家禄半知または降格、あるいは隠居廃人の処分を受けた。この時、高田の絵師・青木昆山らと交流を深めている。

### 明治後の再デビュー

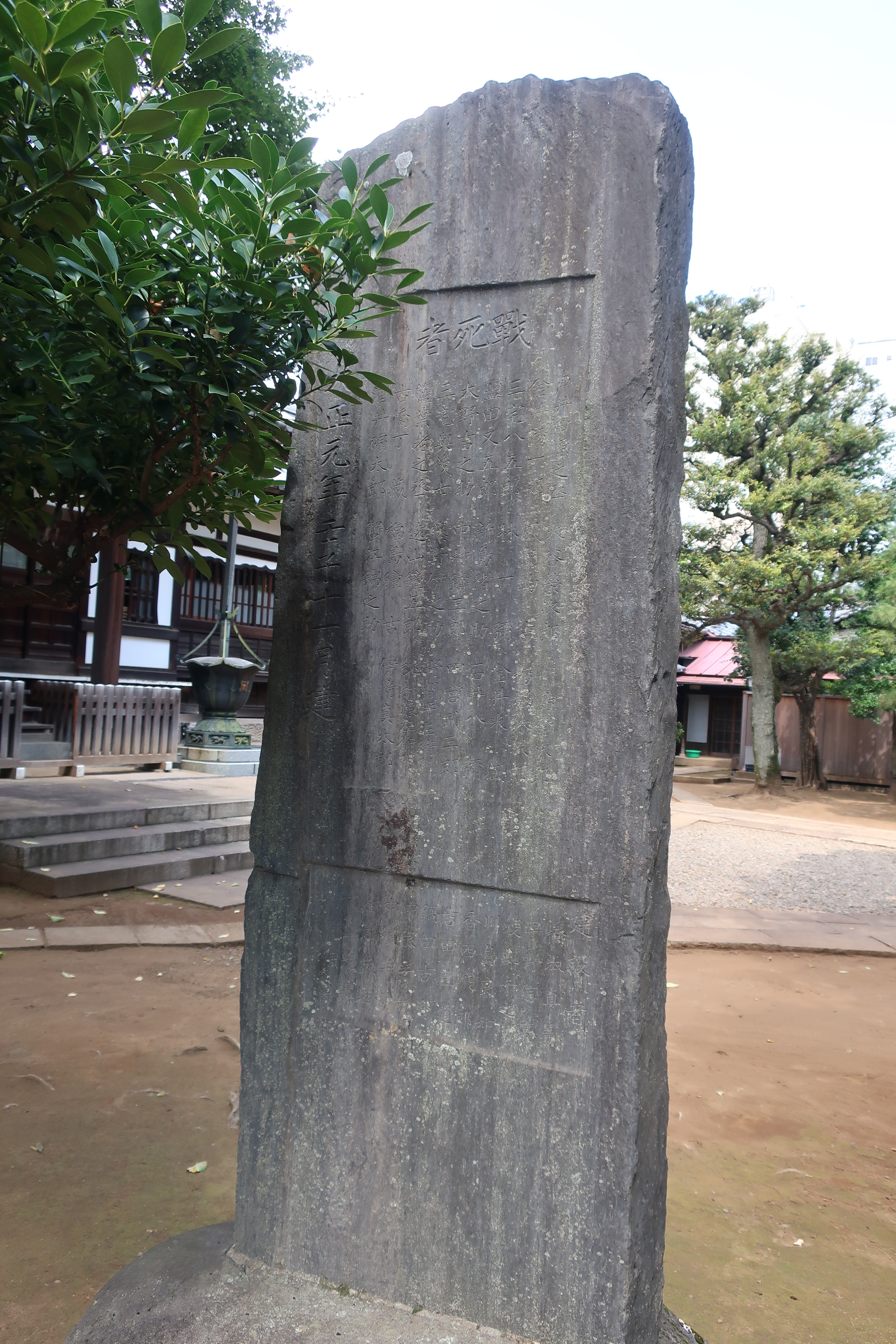
神木隊戊辰戦死之碑（裏面）

その後、いつ頃かは不明だが東京に戻る。明治10年（1877年）から明治13年（1880年）には上野北大門町におり以降は作画に精励した。当初は武者絵や「征韓論之図」、「鹿児島城激戦之図」などといった西南戦争の絵を描いて評判を取る。明治10年代からは宮廷画を多く描いており、晩年にかけて大判3枚続の「皇后宮還幸宮御渡海図」、「皇子御降誕之図」、「今様振園の遊」などを残す。明治15年（1882年）には橋本周延として第1回内国絵画共進会に出品した作品が褒状を受けている。なお、明治15年には明治天皇及びその家族を錦絵化することは禁止された。また、明治17年（1884年）の第2回内国絵画共進会では「人物」、「景色」が銅章を受けている。同年から明治24年には湯島天神町3丁目1に住んでいた。明治28年（1895年）から明治30年（1897年）にかけて、江戸っ子が知らない江戸城の「御表」と「大奥」を3枚続の豪華版の錦絵で発行、江戸城大奥の風俗画や明治開化期の婦人風俗画などを描き、江戸浮世絵の再来と大変な人気を博した。代表作として「真美人」大判36図、「時代かがみ」、「大川渡し舟」などの他、「千代田の大奥」107枚、「千代田の御表」115枚（3枚続、5枚続、6枚続もある）、「温故東之花」などの江戸時代には描くことができなかった徳川大奥や幕府の行事を記録したシリーズ物は貴重な作品として挙げられ、特に「千代田の大奥」は当時ベストセラーとなった。なお「千代田の大奥」には種本が存在する。永島今四郎・太田義雄『朝屋叢書 千代田城大奥 上下』（朝野新聞社、1892年）がそれで、「千代田の大奥」の個々の錦絵に付けられた画題と、『千代田城大奥』の項目が一致する。明治30年の第一回日本絵画協会共進会に出品し、三等褒状を受けている。
明治維新後、華族および新政府の高官の夫人や令嬢は、「外国と対等に付き合うには女性も洋服を着なければならない」と公の場で華やかなロングドレスを身に纏うようになった。周延は、女性の注目を集めたこのニューファッションを取上げて錦絵に数多く描いた。例として「チャリネ大曲馬御遊覧ノ図」や「倭錦春乃寿」、「女官洋服裁縫之図」などといった宮廷貴顕の図が挙げられる。これにより、周延は明治期で人気一番の美人画絵師となっている。ただし、この文明開化の新時代に浮世絵に描かれた女性たちは、その髪型や着るものは新しいデザインであっても、その容貌は未だ江戸美人のままであった。
美人画以外にも子供絵、歴史画、国周の流れをくむ役者絵、挿絵などの作品があり、周延の錦絵の作品数は錦絵820点、版本30種と多数に上り、数少ない優れた明治浮世絵師の中においても屈指の存在であった。
周延が生涯を通して最も力を注いだのは宮廷官女、大奥風俗を含む美人風俗であり、時代を反映した優れた作品群があった。門人には楊斎延一、吉川霊華、鍋田玉英、鈴木延雪らがいた。
大正元年（1912年）9月29日、胃がんにより死去。享年75。墓所は高田藩の中屋敷が目の前に位置した無縁坂の講安寺であったが、後に豊島区雑司が谷の雑司が谷霊園に移された。戒名は覚了院直誉義誓居士。明治最後の浮世絵師と称された。
死の2か月後、池袋の本立寺に「神木隊戊辰戦争之碑」が建立されその建設者名の筆頭には本名である橋本直義と刻まれている。

## 作品

### 錦絵
- 「東京両国橋真景」 大判3枚続 明治8年（1875年）
- 「東京名所之内 内国勧業博」 大判3枚続揃物の内 明治10年（1877年）
- 「千代田の大奥」 大判 東京国立博物館所蔵
- 「千代田の大奥」 静岡県立中央図書館所蔵
- 「東京不忍大競馬之図」 東京国立博物館所蔵
- 「天皇陛下御幸図」 東京国立博物館所蔵
- 「十二ひと絵」 静岡県立中央図書館所蔵
- 「倭風俗」 静岡県立中央図書館所蔵
- 「日清戦争」 国立国会図書館所蔵
- 「貴顕舞踏の略図」 大判3枚続 神戸市立博物館所蔵
- 「鹿児嶋戦記」 早稲田大学図書館所蔵 明治10年（1877年）3月23日
- 「鹿児嶋征討」 国立国会図書館所蔵 明治10年（1877年）
- 「征韓論之図」 国立国会図書館所蔵 明治10年（1877年）
- 「開化温泉の図」 明治13年（1880年）
- 「第二回内国勧業博覧会図」 明治14年（1881年）
- 「朝鮮変報録」 大判3枚続 明治15年（1882年）
- 「日清大戦争我海軍大勝利」 大判3枚続
- 「定州城占領之図」 大判3枚続
- 「当世花のすがたゑ」 明治15年（1882年）
- 「雪月花之内」 明治16年（1883年）
- 「雪月花」 静岡県立中央図書館所蔵 明治17年（1884年）
- 「四谷怪談 庵室の場」 大判3枚続 仕掛絵 明治17年（1884年）
- 「絵画共進会之内 婦人裁縫之図」 明治18年（1885年）
- 「鬢附束髪図会」 明治18年（1885年）
- 「世界第一チャリネ大曲馬之図」 明治19年（1886年）
- 「東錦昼夜競 玉藻前」 浮世絵太田記念美術館所蔵 明治19年（1886年） 浮世絵の題字は「昼」の旧字体「晝」となっている
- 「東錦昼夜競 蟹満寺」 金剛寺 (日野市) 所蔵
- 「東錦昼夜競」 静岡県立中央図書館所蔵 明治19年（1886年）
- 「東錦昼夜競」 山口県立萩美術館・浦上記念館所蔵 明治19年（1886年）
- 「鬘附束髪図会」 静岡県立中央図書館所蔵 明治20年（1887年）
- 「小学唱歌之略図」 明治20年（1887年）
- 「欧洲管弦楽合奏之図」 浮世絵太田記念美術館所蔵 明治22年（1889年）
- 「温故東の花 第三篇 旧幕府御大礼之節町人御能拝見之図」 浮世絵太田記念美術館所蔵 明治22年（1889年）頃
- 「江戸風俗十二ヶ月之内」 静岡県立中央図書館所蔵 明治22年（1889年）
- 「東風俗福つくし」 国立国会図書館所蔵 明治22年（1889年）
- 「東風俗」 静岡県立中央図書館所蔵 明治23年（1890年）
- 「女礼式」 静岡県立中央図書館所蔵 明治23年（1890年）
- 「幻燈写心競」 山口県立萩美術館・浦上記念館所蔵 明治23年（1890年）
- 「帝国議会 御幸之図」 大判3枚続 博物館明治村所蔵 明治23年（1890年）頃
- 「二十四孝見立画合」 静岡県立中央図書館所蔵 明治24年（1891年）
- 「二十四孝見立画合 楊香」 金剛寺 (日野市) 所蔵
- 「倭風俗」 大判3枚続 揃物 静岡県立中央図書館所蔵 明治25年（1892年）
- 「見立十二支」 国立国会図書館所蔵 明治26年（1893年）
- 「鳳凰車皇居御発車ノ図」 明治26年（1893年） 大英図書館所蔵
- 「徳川時代貴婦人の図」 静岡県立中央図書館所蔵 明治27年（1894年）
- 「日本名女咄」 山口県立萩美術館・浦上記念館所蔵 明治27年（1894年）
- 「四季の詠」 国立国会図書館所蔵 明治27年（1894年）
- 「あつま」 静岡県立中央図書館所蔵 明治29年（1896年）
- 「時代かがみ 明治 慈善会」 浮世絵太田記念美術館所蔵 明治30年（1897年）
- 「千代田之御表」 静岡県立中央図書館所蔵 明治30年（1897年）
- 「真美人」 大判揃物 明治30年（1897年） 明治中期町娘など
- 「真美人 鏡台」 大判 明治30年（1897年） 山口県立萩美術館・裏紙記念館所蔵
- 「雪月花」 国立国会図書館所蔵 明治33年（1900年）
- 「尾上菊五郎死絵」 大判 明治36年（1903年）

### 挿絵
- 「白虎隊 」 金剛寺 (日野市) 所蔵

### 肉筆浮世絵
| 作品名             | 技法       | 形状・員数       | 寸法（縦x横cm） | 所有者                                 | 年代                 | 落款・印章                                                                  | 備考                                                                       |
| ------------------ | ---------- | ---------------- | --------------- | -------------------------------------- | -------------------- | --------------------------------------------------------------------------- | -------------------------------------------------------------------------- |
| 長州征討行軍図     | 紙本着色   | 6巻              |                 | 個人（公益財団法人旧高田藩和親会管理） |                      |                                                                             | 新潟県指定文化財                                                           |
| 小牧山の陣         | 金地着色   | 絵馬1面          | 139.0x196.5     | 榊神社 (上越市)                        | 1876年（明治9年）    | 款記「楊洲橋本直義拝寫」/「直義之印」朱文方印                               |                                                                            |
| 橋本弥八郎像       | 絹本着色   | 1幅              | 98.9x41.4       | 個人                                   | 1879年（明治12年）   | 款記「不肖直義拝寫」/「楊洲」朱文方印                                       | 中根半嶺漢詩賛「為吏榮功勲 一藩馳令譽 嗚呼彌八郎 天質直而恕 半嶺中聞謹顕」 |
| 墨堤観花図         |            | 1面              | 81.7x115.6      | 東京国立博物館                         |                      |                                                                             |                                                                            |
| 江戸婦女図         | 絹本着色   | 1幅              | 153.9x86.6      | 東京国立博物館                         | 1893年（明治20年）頃 |                                                                             | シカゴ・コロンブス博覧会出品                                               |
| 徳川時代貴婦人之図 | 絹本着色所 | 1幅              | 101.7x49.0      | 東京国立博物館                         | 1909年（明治42年）   | 款記「楊洲周延」/「周延」朱文方印                                           |                                                                            |
| 初春路上図         | 絹本着色   | 1幅              | 139.8x57.1      | 東京国立博物館                         |                      | 款記「楊洲周延筆」/印章「周延」白文円印                                     |                                                                            |
| 春夜往来図         | 紙本着色   | 1幅              |                 | 奈良県立美術館                         |                      |                                                                             |                                                                            |
| 月夜往来図         | 紙本着色   | 1幅              |                 | 奈良県立美術館                         |                      |                                                                             |                                                                            |
| 地獄太夫図         | 絹本着色   | 1幅              | 105.0x41.0      | 上越市立歴史博物館                     |                      | 款記「楊洲」/「周延」朱文方印                                               |                                                                            |
| 地獄太夫図         | 絹本着色   | 1幅（まくり1枚） | 145.2x71.5      | ボストン美術館                         |                      | 款記「楊洲周延筆」                                                          |                                                                            |
| Two women by river | 絹本着色   | 1幅              | 111.3x41.5      | 大英博物館                             | 1890年代             |                                                                             |                                                                            |
| 女三の宮図         | 絹本着色   | 1幅              | 114.9x44.2      | 大英博物館                             | 1890年代             |                                                                             |                                                                            |
| 徳川時代行軍図     | 絹本着色   | 1幅              | 105.0x41.0      | 上越市立歴史博物館                     | 1903年（明治36年）   | 款記「明治三十六年歳次癸卯端午楊洲」/「直義之印」白文方印・「周延」朱文方印 |                                                                            |
| 流鏑馬之図         | 金地着色   | 二曲一隻         | 167.5x167.0     | 上越市立歴史博物館                     | 1910年（明治43年）   | 款記「七十三翁楊洲」/「直義之印」朱文方印                                   |                                                                            |

## ギャラリー

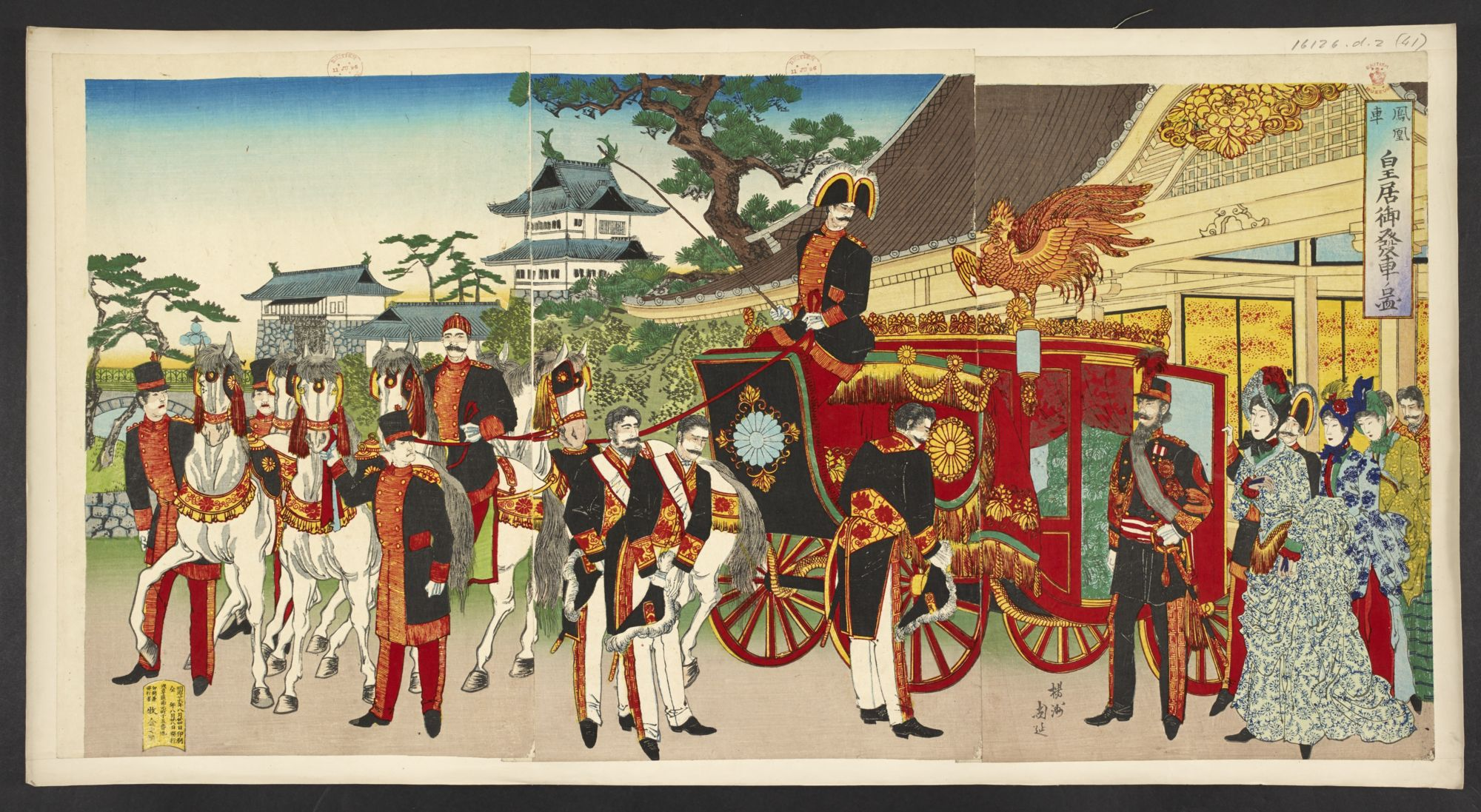
「鳳凰車皇居御発車ノ図」 明治26年（1893年）
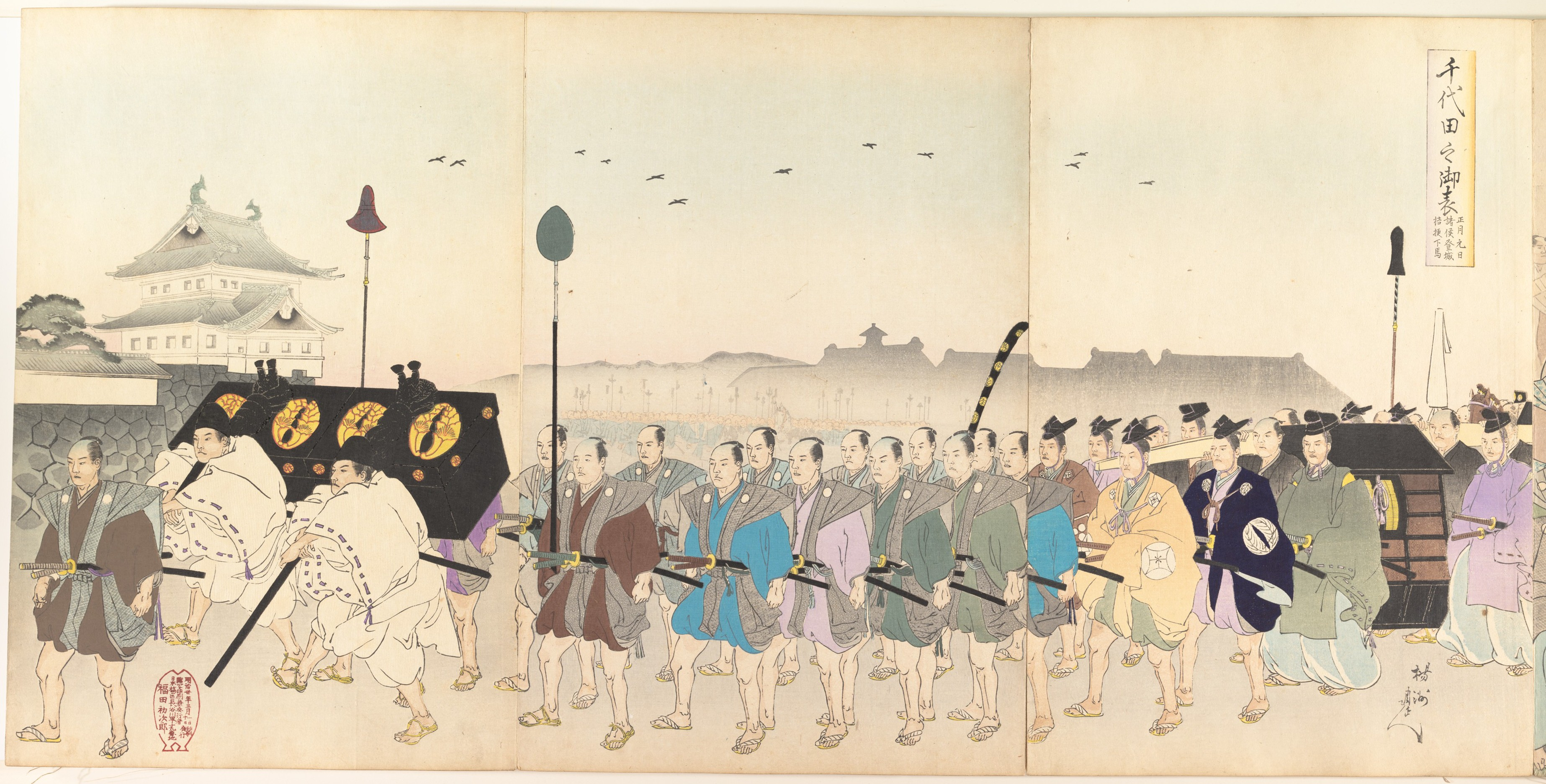
大名行列の大判錦絵「千代田之御表 - 正月元日諸侯登城桔梗下馬」 明治30年（1897年）